# دولان (ورانگه)
دولان (به صربی: Dulan) یک منطقهٔ مسکونی در صربستان است که در ناحیه پچینیا واقع شده‌است. دولان ۹۷ نفر جمعیت دارد.